# Rámalláh
Rámalláh (arabul  رام الله, Rām Allāh, szó szerint: Isten hegye) palesztin város Ciszjordániában, el-Bíra (al-Bireh) szomszédságában. Rámalláh Jeruzsálemtől 10 kilométerre északra van, és jelenleg a Palesztin Nemzeti Hatóság nem hivatalos fővárosa.

## Történelem

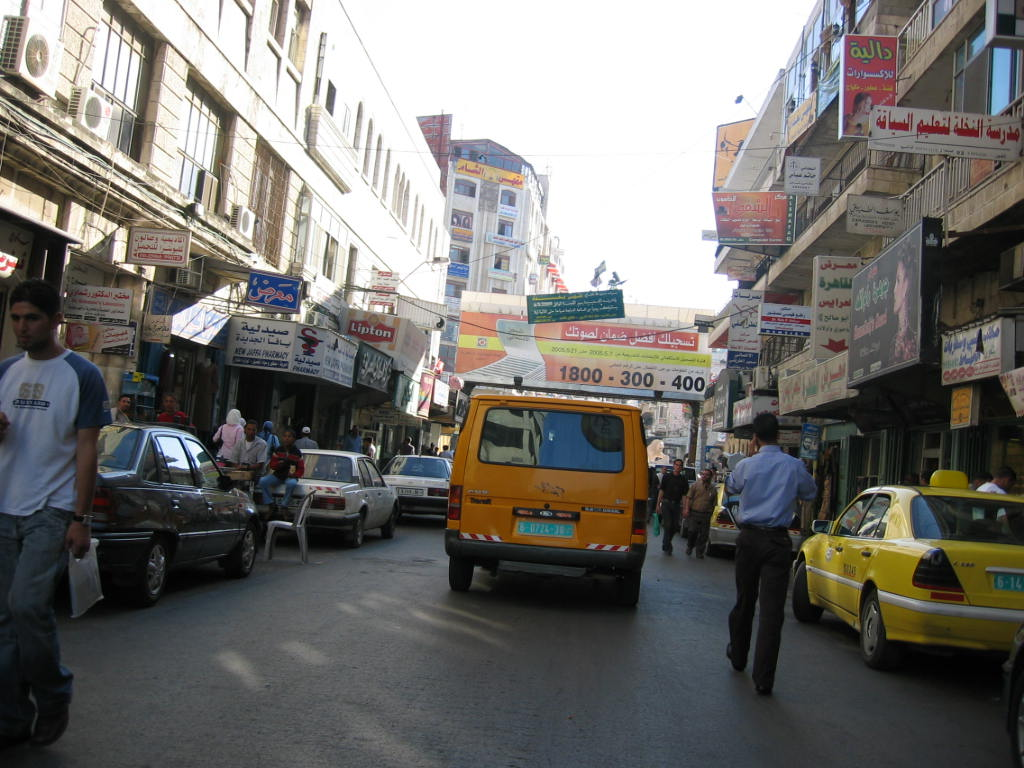
Óvárosi utcakép

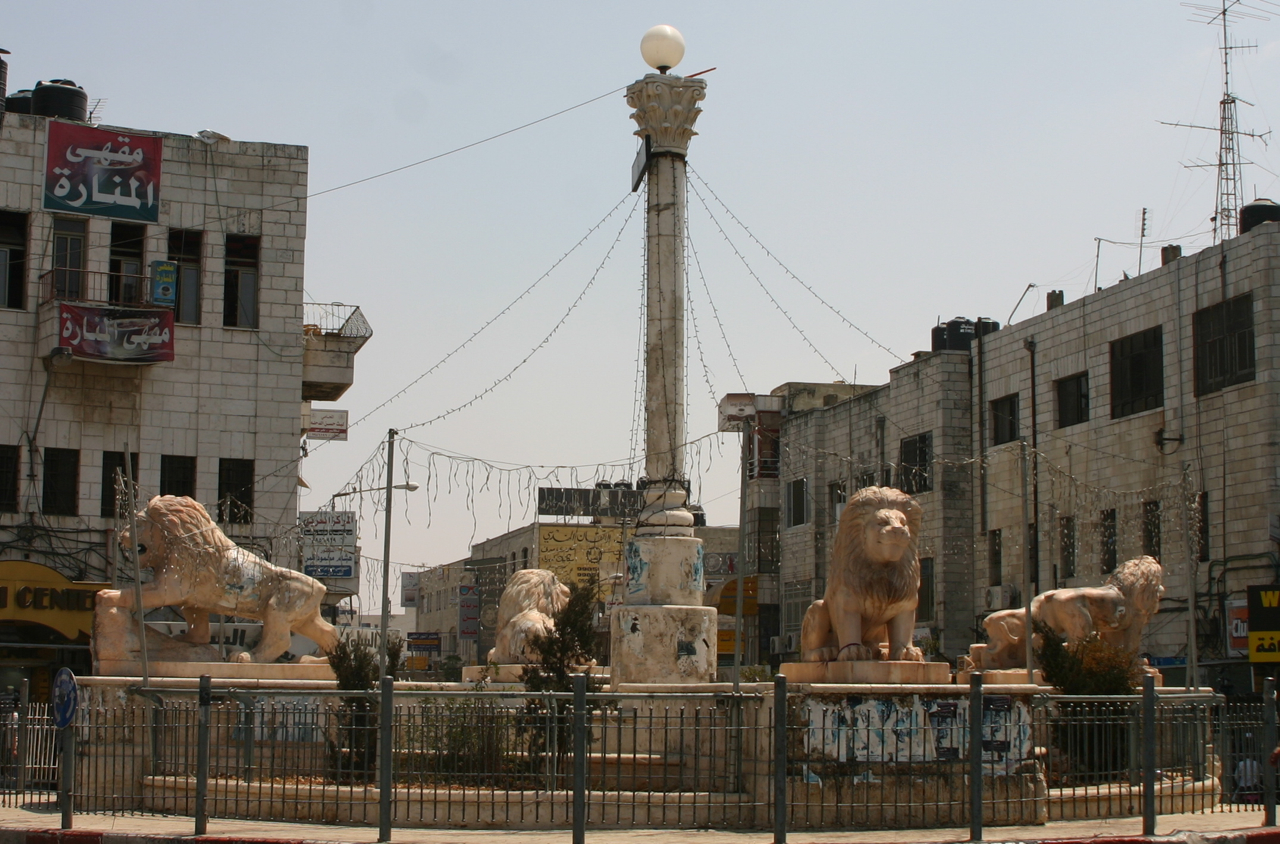
Az Al-Manara tér (piactér) kőoroszlánjai

### Korai történelem
A modern Rámalláhot az 1500-as évek közepén alapították a haddadeenek, egy testvértörzs, akik gasszánid keresztény arabok leszármazottai voltak. A haddadeenek – akiket Rashed Haddadeen vezetett – megérkeztek a Jordán folyó keleti oldalához, oda, ahol most Sobak jordán város fekszik.  A haddadeenek vándorlását a klánok között harc és nyugtalanság jellemezte a térségben.
Egy helyi legenda szerint Rashed testvére, Sabri Haddadeen, vendégül látta Emir Ibn Kaysoomot, egy hatalmas helyi muszlim klán fejét, amikor Sabri felesége világra hozott egy lánygyermeket. Szokás szerint, az emír eljegyzést ajánlott a saját fiával. Sabri azt hitte, hogy ez a javaslat csak tréfa, hiszen ebben az időben nem volt szokás a muszlim-keresztény házasság, így hát a szavát adta.
Mikor később az emír visszament a haddadeenekhez, és követelte, hogy teljesítsék az ígéretüket, ellenálltak. Ez véres harcokat idézett elő a két család között. A haddadeenek nyugatra menekültek, majd megállapodtak Rámalláh hegycsúcsaiban, ahol ekkor csak néhány muszlim család élt. 
Manapság Rámalláh néhány lakója még vissza tudja vezetni származását a haddadeenekig.

### Keresztény telepesek
Rámalláh mezőgazdasági városként tovább nőtt a 17. és 18. században, miközben vonzotta a környékén lakó, főként keresztény lakosokat.

## Testvérvárosok
- Birmingham, Egyesült Királyság
- Rio de Janeiro, Brazília
- Trondheim, Norvégia (2004)